# 畠山晴俊
畠山 晴俊（はたけやま はるとし）は、戦国時代の武将。能登畠山氏の一族。

## 略歴
晴俊は能登畠山氏の内紛によって能登を離れ京都に移り住んだ畠山九郎の一党と考えられ、弓倉弘年は天文14年（1545年）3月13日、幕府に太刀と馬を献上した畠山四郎を晴俊に比定している。
天文24年（1555年）に起こった弘治の内乱で温井続宗・三宅総広らに擁立されて反乱軍の盟主となり、畠山義綱を籠城に追い込んだ。
その後、甲斐の武田信玄や加賀一向一揆、阿岸本誓寺などの援護を受けて戦勝を重ね、弘治3年（1557年）頃まで勝山城を拠点に活動した。しかし越後の上杉謙信や越中の椎名宮千代の支援を受けた義綱の反撃により、永禄元年（1558年）頃に勝山城は落城、晴俊も敗死したとみられる。